# Fexhe-le-Haut-Clocher
Fexhe-le-Haut-Clocher (valonă Fexhe-å-Hôt-Clokî)) este o comună francofonă din regiunea Valonia din Belgia. Comuna este formată din localitățile Fexhe-le-Haut-Clocher, Freloux, Noville, Roloux și Voroux-Goreux. Suprafața totală a comunei este de 19,25 km². La 1 ianuarie 2008 comuna avea o populație totală de 3.046 locuitori. 